# 貝爾維斯塔 (喬治亞州)
貝爾維斯塔（英語：Belle Vista）是位於美國喬治亞州格林縣（Glynn County）的一個鬼鎮。由於此地已於1895年被荒廢，本地已無人居住。

## 地理
貝爾維斯塔的座標為31°21′28″N 81°44′14″W / 31.35778°N 81.73722°W，而該地的平均海拔高度為5米（即16英尺）。